# Agrioplecta erebornis
Agrioplecta erebornis är en fjärilsart som beskrevs av Edward Meyrick 1935. Agrioplecta erebornis ingår i släktet Agrioplecta och familjen praktmalar, Oecophoridae. Inga underarter finns listade i Catalogue of Life.